# Ӓ̄
La A con diéresis y macron (Ӓ̄ ӓ̄; cursiva: Ӓ̄ ӓ̄) es una letra de la escritura cirílica. En todas sus formas se ve exactamente como la A con diéresis y macron latina (Ǟ ǟ Ǟ ǟ).
Se usa solo en el alfabeto del idioma sami kildin donde representa una longenada palatalizada vocal abierta anterior no redondeada /jaː/.